# Grotte de Lacalm
La grotte de Lacalm, ou grotte du Chemineau, est une grotte préhistorique occupée par l'Homme au Magdalénien et au Néolithique, située à Aiguefonde, dans le Tarn, en région Occitanie (France).

## Situation
La grotte de Lacalm est située au pied de la Montagne Noire, sur la commune d’Aiguefonde, à 5 km à l’ouest de Mazamet, dans le Tarn, à proximité du talweg du Courbas (ruisseau affluent du Thoré).

## Géologie
Il y a environ 40 millions d'années, un immense lac, de plus de 450 km2, recouvrait une grande partie de la vallée. Le calcaire a ainsi pu sédimenter en différentes couches et créer le causse de Labruguière, où s'est formée la grotte de Lacalm.
Les différentes galeries de la grotte présentent plusieurs niveaux d'anciennes rivières souterraines.

## Description historique

### Occupation ancienne
La grotte de Lacalm a notamment été occupée par l'Homme durant le Magdalénien, et a livré des vestiges de cette période, tels que des harpons et des outils en silex, lors des fouilles menées à partir de 1964 par le Centre d'Etudes et de Recherches archéologiques du pays Castrais (CERAC) sous la direction de Yvan Hue. Les couches E (Magdalénien) à J ont livré des vestiges du Paléolithique supérieur.
La principale occupation de la grotte date cependant du Néolithique, et ce en deux phases, au Néolithique moyen et au Néolithique final, représentées dans les couches A à D. On trouve aussi superficiellement des vestiges de l'époque gallo-romaine. Le Néolithique moyen est principalement représenté par des fragments de céramique, qui se rattachent au Chasséen méridional.

### Occupation récente
La grotte aurait possiblement servi de refuge aux catholiques durant les guerres de Religion, la région étant peuplée à cette époque par de nombreux huguenots.